# موسانو
موسانو (به ایتالیایی: Mossano) یک کومونه در ایتالیا است که در استان ویچنزا واقع شده‌است.

## خصوصیات
موسانو ۱۳ کیلومترمربع مساحت و ۱٬۷۸۲ نفر جمعیت دارد.

## خواهرخوانده
شهر کارونو پرتوزلا خواهرخواندهٔ موسانو هست.